# Calyptomena
Calyptomena – rodzaj ptaków z rodziny nosoczubów (Calyptomenidae).

## Występowanie
Rodzaj obejmuje gatunki występujące na Półwyspie Malajskim, Borneo, Sumatrze i kilku mniejszych okolicznych wyspach.

## Morfologia
Długość ciała 14–21 cm, masa ciała 43–171 g.

## Systematyka

### Pierwszy opis rodzaju
Przez wiele lat za autora pierwszego opisu rodzaju Calyptomena uznawany był Thomas Stamford Raffles. W 2010 roku David R. Wells i Edward C. Dickinson wykazali jednak, że za autora pierwszego opublikowanego opisu powinien być uznany Thomas Horsfield (sugerował to już Oberholser w 1921 roku). Horsfield zamieścił opis Calyptomena w opublikowanym w czerwcu 1822 roku 4. tomie swojej książki Zoological researches in Java, and the neighbouring islands (w 1824 roku ukazało się wydanie zbiorcze), zaś numer „Transactions of the Linnean Society of London” z opisem Rafflesa ukazał się nie wcześniej niż w listopadzie tego samego roku. I choć Horsfield wymienia nazwisko Rafflesa i nazwę czasopisma w nagłówku opisu rodzaju, to sam opis jest zupełnie inny niż ten zawarty w „Transactions of the Linnean Society of London”, co świadczy o tym, że jego autorem, a tym samym autorem pierwszego opublikowanego opisu, jest Horsfield.

### Etymologia
Calyptomena (Calyptomene, Caliptomena, Calyptomaena): gr. καλυπτος kaluptos „ukryty”, od καλυπτω kaluptō „ukryć”; μηνη mēnē „księżyc”; w aluzji do piór w kształcie półksiężyca pokrywających kantarek i dziób nosoczuba szmaragdowego.

### Podział systematyczny
Do rodzaju należą następujące gatunki:
- Calyptomena hosii Sharpe, 1892 – nosoczub modrobrzuchy
- Calyptomena viridis Raffles, 1822 – nosoczub szmaragdowy
- Calyptomena whiteheadi Sharpe, 1887 – nosoczub czarnogardły